# Château-ferme d'Alensberg
Le château-ferme d'Alensberg est un ensemble bâti classé comprenant un donjon du XVe siècle et deux fermes dont une du XVIIe siècle situé à Moresnet dans la commune de Plombières au nord de la province de Liège (Belgique).

## Localisation
L'ensemble est situé au sud-ouest de la localité de Moresnet entre la rue du Village et la rue Langhaag et à proximité du viaduc ferroviaire de Moresnet. Le donjon se situe à une centaine de mètres à l'ouest de ce viaduc.

## Histoire
Le donjon, entouré de douves, est bâti en 1467 par Jean d'Alensberg qui a donné son nom à l'édifice. Il abrite alors une cour foncière qui relevait du chapitre de la cathédrale d’Aix-la-Chapelle. Au cours des siècles, plusieurs familles deviennent propriétaires de ce donjon : les familles de Tzevel, Dobbelstein, de Straeten (vers 1650), de Walhorn-Straeten, de la Saulx, Cockerill (1823), Suermondt, Ernst-Petry et Thiéron. 
Les douves sont comblées au cours du XVIIe siècle. Un imposant château de trois niveaux et d'une façade de six travées servant de demeure seigneuriale est construit à cette époque, accolé au côté sud du donjon qui est lui-même surmonté par une toiture à quatre pans (photos : voir Lien externe ci-dessous). Une ferme est aussi construite à cette époque à une quarantaine de mètres au sud du donjon. Une seconde ferme est bâtie un siècle plus tard à l'est du donjon et du château.
Mais, à la suite d'importants dégâts survenus le 10 septembre 1944 par les troupes allemandes lors de la Seconde Guerre mondiale, la toiture du donjon finit par disparaître complètement en 1946/1947 plus ou moins à la même époque que la totalité du château qui avait aussi subi d'importants dommages. Par ces destructions d'après guerre, le donjon redevenu isolé et sans toiture apparente retrouve presque sa configuration originelle si ce n'est l'absence de douves.  
Le domaine qui avait été morcelé en 1923 appartient aujourd'hui à la famille De Rouck-Willems et ne se visite pas.

## Description

### Le donjon
De plan rectangulaire (environ 12 m sur 10 m) et haut de cinq niveaux (environ 16 m), le donjon est bâti à la fin du Moyen Âge en moellons de grès dont les murs ont une épaisseur d'environ 1,80 m à leur base. La partie supérieure du donjon est construite avec un léger encorbellement soutenu par une vingtaine de corbeaux en pierre calcaire sur les faces occidentale et orientale et une quinzaine sur les deux autres faces.

### Les fermes
La ferme bâtie toute en longueur en moellons de grès se situe le long de la rue Langhaag. Abritant un corps de logis, des étables et une grange, elle date du XVIIe siècle. Côté cour, la façade est percée de trois portes charretières dont une datée de 1655. Un portail de cette époque cintré avec encadrement en pierre de taille se situe au nord de la ferme.

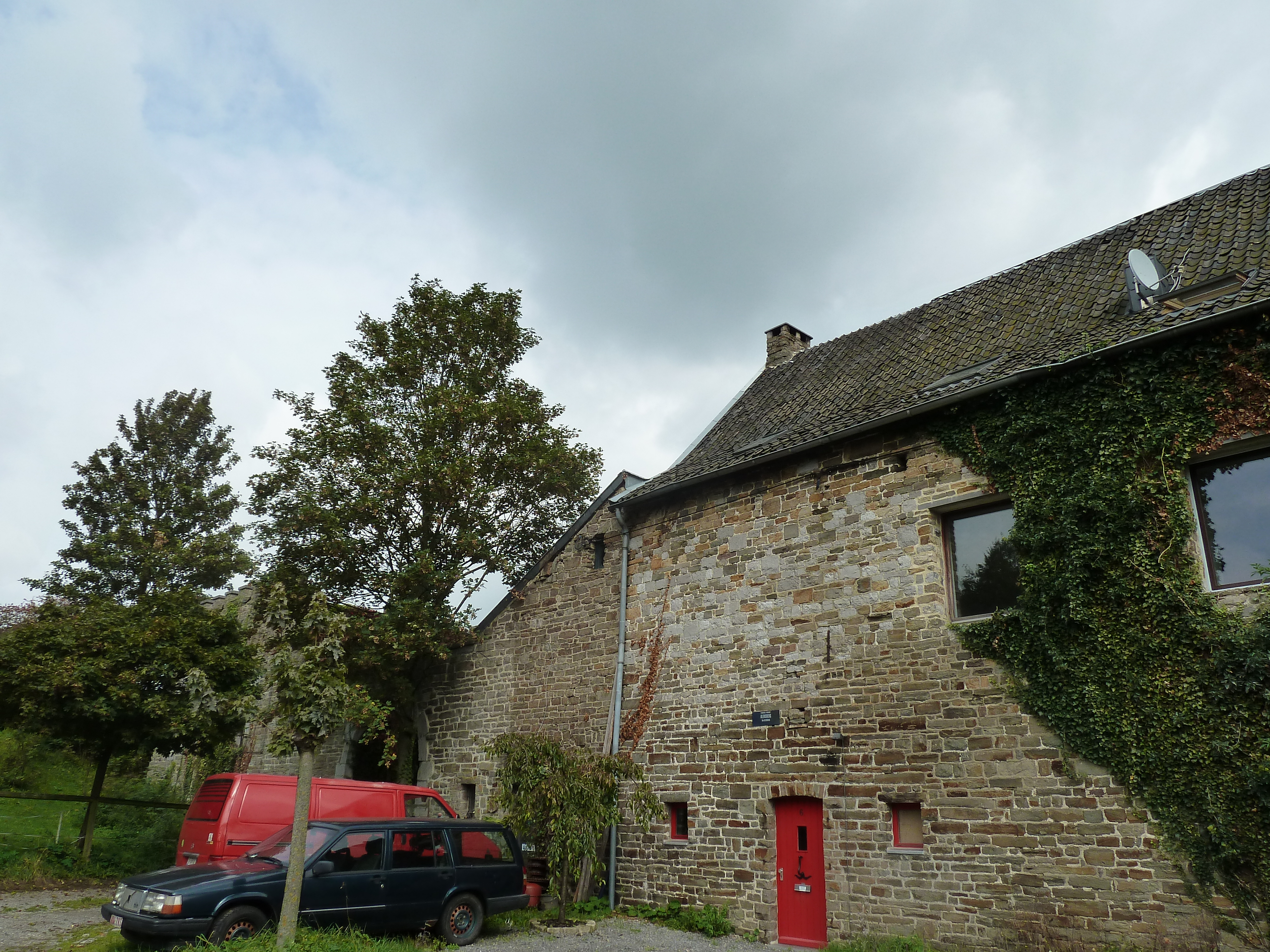
Partie de la ferme d'Alensberg du XVIIe siècle

La seconde ferme bâtie vers le milieu du XVIIIe siècle possède un corps de logis en moellons de grès de deux niveaux et demi et des étables sous fenil et sous une toiture de tuiles.

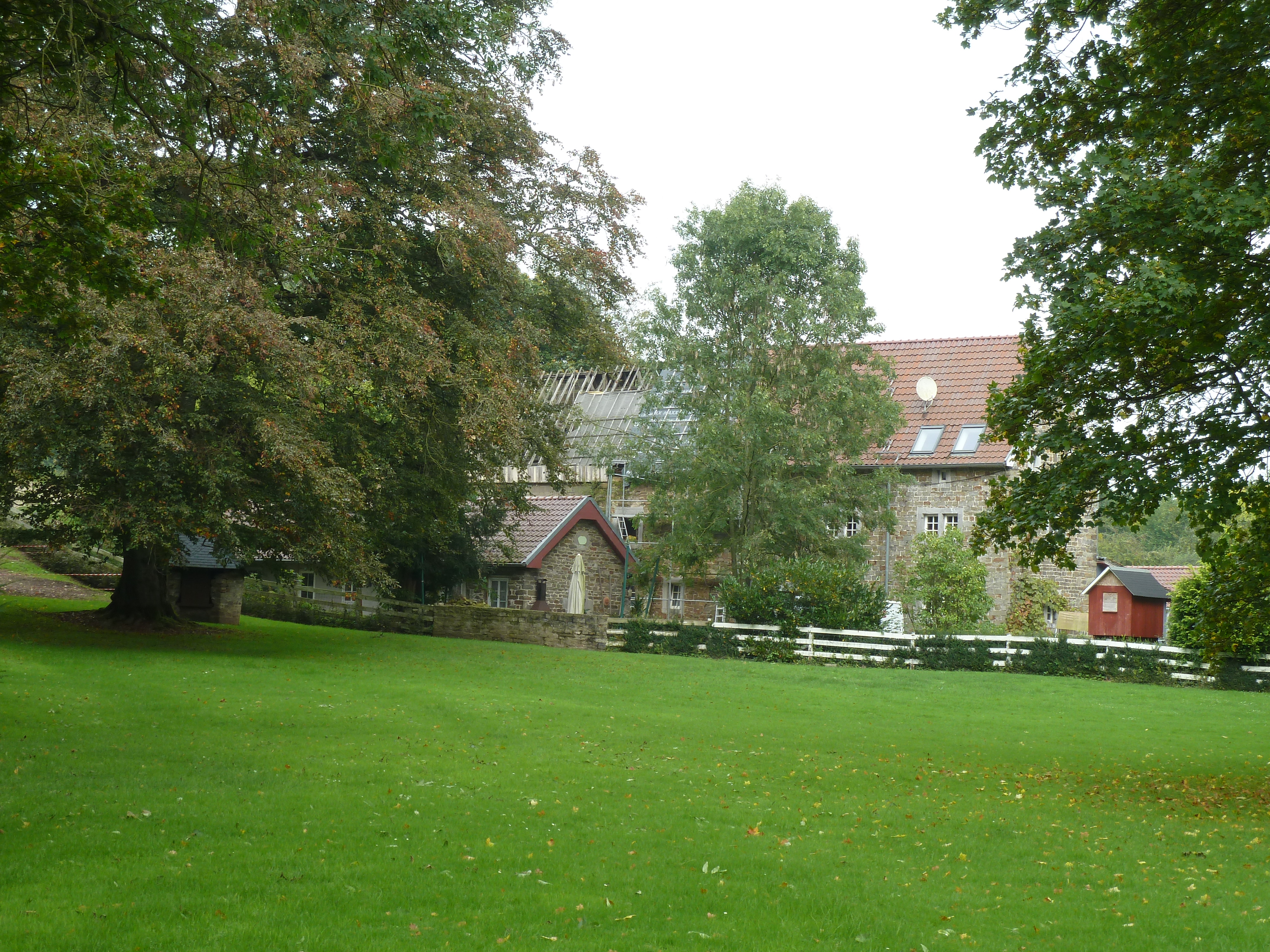
Ferme d'Alensberg du XVIIIe siècle

Un portail monumental entouré de deux petites tours carrées, a été érigé le long de la rue du Village en 1879 et mène à la seconde ferme et au donjon situés à une petite centaine de mètres plus au nord.

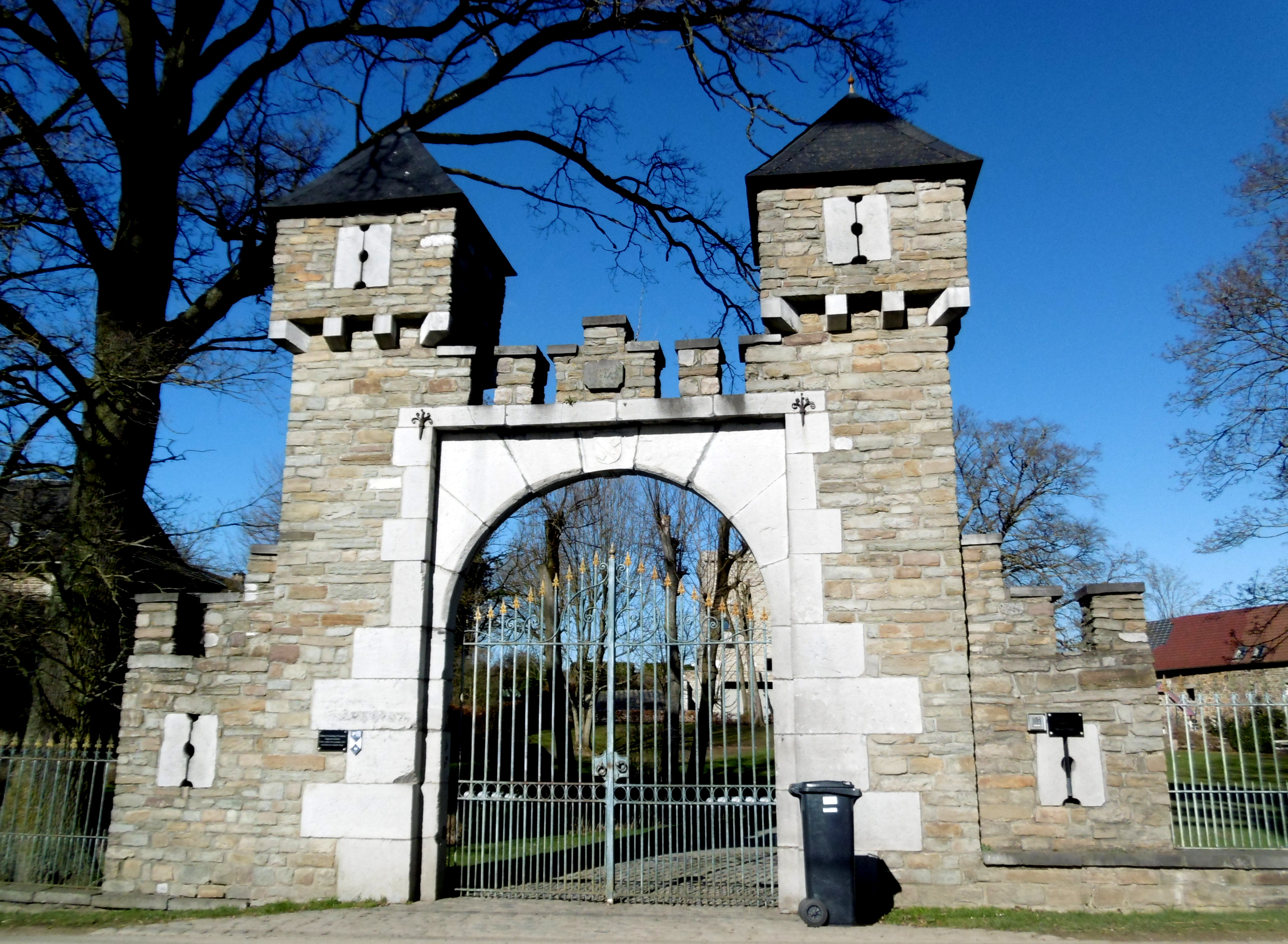
Portail d'entrée, rue du Village

## Classement
La totalité du donjon du XVe siècle du château d'Alensberg, l'extérieur des parties anciennes et du fournil de la ferme sise rue du Village n°11 et l'extérieur du volume ancien de la ferme sise rue Langhaag n°4 et le parc sont repris sur la liste du patrimoine immobilier classé de Plombières depuis le 5 août 1998.